# Batalla de la Trinchera
La batalla de la Trinchera (en árabe غزوة الخندق, transl. ġazwah al-jandaq) también conocida como batalla del Foso, batalla de Ahzab, batalla de los Confederados o asedio de Medina (en árabe غزوة الاحزاب, transl. ġazwah al-āḥzāb) fue un conflicto militar que tuvo lugar el 31 de marzo de 627, en concreto una defensa de 27 días de los musulmanes a un asedio sobre la ciudad de Yathrib (actual Medina, Arabia Saudita) por tribus árabes y judaicas. La fuerza de los ejércitos confederados, que atacaron la ciudad, se estima en torno a 10 000 hombres, con 600 caballos, mientras que los mediníes contaban con 3000 efectivos.
Los defensores de Medina, en mucho menor número —en su mayoría musulmanes liderados por el profeta islámico Mahoma— optaron por sugerencia de Salmán el Persa por cavar una trinchera y luchar a partir de ella, en vez de enfrentarse a las tribus en campo abierto. El foso, juntamente con las fortificaciones naturales de Medina, hizo inútil la caballería confederada, que estaba formada por caballos y camellos, y situó a ambos lados en un punto muerto o estancamiento. Esperando conseguir lanzar diversos ataques simultáneamente, los confederados persuadieron entonces a los Banu Qurayza (clan judío de Medina aliado de los musulmanes) para que atacaran la ciudad por el sur. La diplomacia de Mahoma, sin embargo, consiguió desestabilizar las negociaciones, y disolvió la alianza existente contra él. La buena organización de los defensores, la disminución de la moral entre los confederados y las terribles condiciones climáticas hicieron que el asedio terminara en un fiasco.
El asedio a la ciudad fue en verdad una "batalla de mentes," donde los musulmanes lograron derrotar a sus oponentes diplomáticamente, y con muy pocas bajas. Los esfuerzos para derrotarlos fracasaron, y el islam pasó a ser influyente en la región; como consecuencia, los musulmanes entonces sitiaron a los Banu Qurayza, provocando su rendición incondicional. La derrota también hizo que La Meca perdiera sus conexiones comerciales en la región, y mucho de su prestigio.